# Lajoie Maluska
Lajoie Malekusa Mwamba (21 maart 2004) is een Belgisch basketballer.

## Carrière
Malekusa speelde in de jeugd van Uccle Europe Basketball waarna hij in 2020 tot 2022 in de jeugdrangen van Leuven Bears vervoegde. In 2022 maakte hij de overstap naar Okapi Aalst waar hij in het seizoen 2022/23 zijn debuut maakte in de BNXT League. Hij speelde voornamelijk mee met de tweede ploeg. In het seizoen 2023/24 kreeg hij geen speelkansen bij de eerste ploeg. Hij verliet Aalst in 2024 en ging spelen in Canada voor Team Thetford, een voorbereidend programma voor de universiteit.